# 過去に独立していた国の旗一覧
過去に独立していた国の旗一覧（かこにどくりつしていたくにのはたいちらん）では、過去に独立していた（事実上を含む）国の旗を掲載している。現在独立運動で、あるいはその地域の当局により使用されている旗もある。

## アジア

?イエメン王国の国旗(1918年-1962年の間独立)
?南イエメンの国旗(1967年-1990年の間独立)
?北イエメンの国旗(1962年-1990年の間独立)
?オスマン帝国の旗(1793年-1844年、現在のトルコ国旗のモデルとされる)
?オスマン帝国の旗(1844年-1923年の間使用、現在はトルコの国旗)
?クルディスタン共和国の国旗(1946年の間事実上独立、現在はクルド人が同様のデザインのクルドの旗を使用している)
?シッキム王国の国旗(1967年-1975年)
?清の国旗(1862年–1890年)
?清の国旗(1890年–1912年)
?スバディバ連合共和国の国旗(1959年-1963年の間事実上独立)
?大韓帝国(李氏朝鮮)の国旗(1882年頃-1910年)
?台湾民主国の国旗(1895年)
チベットの旗(1912年-1950年の間事実上独立、現在はチベット亡命政府の旗)
?中華帝国の国旗(1915年-1916年の間独立)
第一次東トルキスタン共和国の国旗(1933年-1934年の間事実上独立)
?フンザの国旗(名目上1974年まで独立)
ベトナム帝国の国旗(1945年3月11日-9月2日まで独立)
?ベトナム国(1949年-1955年の間名目上独立)、ベトナム共和国の国旗(1955年-1975年の間独立)
?南ベトナム共和国の国旗(1975年-1976年の間名目上独立)
満州国の国旗(1932年-1945年の間名目上独立)
?南アラビア連邦の国旗
?南マルク共和国の国旗(1950年の間事実上独立)
?ムスタン王国の国旗

## アフリカ

?エチオピア帝国の国旗(1897年-1974年)
?オートボルタの国旗(1960年-1984年)
?カタンガ国の国旗(1960年-1963年の間事実上独立)
?オレンジ自由国の国旗(1854年-1900年の間独立)
?カビンダの国旗(1975年-1976年の間事実上独立、現在独立運動をしているFLECの旗とは違うもの)
?キレナイカ首長国の国旗(1949年-1951年の間首長国として事実上独立)、現在は旧リビア王国の国旗を現リビア国旗としている(キレナイカ国旗を中央にあしらったデザイン)
?ザイールの国旗(1971年-1997年)
ダホメ王国の国旗(1600年-1900年まで独立、1889年に使用
?ザンジバル・スルタン国の国旗(1856年-1896年。1890年からはイギリス保護国で、1963年にザンジバル王国として独立)
?ザンジバル王国の国旗(1963年-1964年)
?ザンジバル人民共和国の国旗(1964年1月-4月)
?ザンジバル人民共和国の国旗(1964年4月-)
?シスカイの旗(1981年-1994年の間独立、南アフリカが承認)
?ジンバブエ・ローデシアの国旗(1979年)
?ソマリランドの国旗(イタリア領ソマリアとソマリアとして統一する前、1960年に5日間独立)
?タンガニーカの国旗(1961年-1964年)
?トランスカイの旗(1976年-1994年の間独立、南アフリカが承認)
?トリポリタニア共和国の国旗(1918年-1923年までイタリア保護国として事実上の独立)
?ビアフラ共和国の国旗(1967年-1970年の間事実上独立)
?ヴェンダの旗(1979年-1994年の間独立、南アフリカが承認)
?ボプタツワナの旗(1977年-1994年の間独立、南アフリカが承認)
?南アフリカ連邦の国旗(1928年-1994年)
?南カサイ鉱山国の国旗(1960年-1962年の間事実上独立)
?マリ連邦の国旗
?モヘリの国旗(1997年の間事実上独立。現在の自治政府旗とは異なる)
?ラド王国の国旗(864年-1871年の間独立)
?カダフィ（カザフィー）独裁政権下による社会主義としてのリビアの国旗(緑色旗、1977年-2011年まで単独の社会主義国として独立)
?リーフ共和国の国旗(1921年-1926年の間事実上独立)
?ローデシア共和国の国旗(1965年-1979年の間独立)
?ローデシア・ニヤサランド連邦の国旗(1953年-1963年)

## アメリカ

?アメリカ連合国の最初の国旗(1861年-1865年の間独立、1861年-1863年の間使用)
?アメリカ連合国の二番目の国旗(1863年-1865年)
?アメリカ連合国の最後の国旗(1865年)
?カリフォルニア共和国の最初の国旗(1846年の間独立)
?カリフォルニア共和国の二番目の国旗（1846年）
?テキサス共和国の最初の国旗(1836年-1845年の間独立、旗は1836年-1839年の間使用)
?テキサス共和国の二番目の国旗(1839年-1845年の間使用、現在はテキサス州旗)
?西フロリダ共和国の国旗(1810年の間独立)
?ニューファンドランドの国旗(1907年-1949年の間独立)
?バーモント共和国の国旗(1777年-1791年の間独立)
?西インド連邦の国旗(1958年-1962年の間独立)
?ハイチ帝国の国旗(1804年 - 1806年の間独立)
?ハイチ王国の国旗(1811年 - 1820年の間独立)
?中央アメリカ連邦の国旗(1823年 - 1839年の間独立)
?ロスアルトス (中央アメリカ)の国旗(1838年–1840年の間独立)
?中央アメリカ大共和国の国旗(1896年–1898年の間独立)
?ベネズエラ第一共和国の国旗(1811年の間独立)
?ヌエバ・グラナダ連合州の国旗(1810年 - 1816年の間独立)
?大コロンビアの国旗(1819年-1831年の間独立)
?ペルー・ボリビア連合の国旗(1837年-1839年の間独立)
?ブラジル帝国の国旗(1822年 - 1889年間独立)
?ブラジルのリオ・グランデ共和国の国旗(1836年 - 1845年の間独立)
?ジュリアナ共和国の国旗(1839年の間独立)
?アクレ共和国の国旗(1899年 - 1903年の間独立)
?リオ・デ・ラ・プラタ連合州の国旗
?アルゼンチン連合の国旗(1835年-1860年の間独立)
?アラウカニア・パタゴニア王国の国旗（1860年 - 1862年の間独立）
?1967年に独立したアンギラ共和国の国旗（初期・基本形）
?アンギラ共和国の国旗（正規なものとして制定されて以降の国旗、1967年 - 1969年の間独立、現在使用されている紋章のモデル）

## 大洋州

?イースター島の国旗(1888年まで事実上独立、現在は県旗として使用)
?ブーゲンビルの国旗(1988年-1997年の間事実上独立（共和制を自称）、現在は自治州旗として使用)
?ハワイ王国の最初の国旗(1810年–1894年の間独立、1816年–1845年の間使用)
?ハワイ王国の二番目の国旗(1845年–1896年の間使用、現在はハワイ州の旗)
?ハワイ共和国の国旗(1894年–1898年の間独立、1896年–1898年の間使用)

## ヨーロッパ

?アルザスの国旗(1262年-1648年の間独立、ドイツ帝国直轄領として1871年-1918年)
アルバニア公国の国旗(1914年-1925年の間独立)
?イデル＝ウラル国の国旗(1917年-1918年の間独立)
?イングランドの旗(1707年まで独立)
?ウェールズの旗(1056年-1282年の間独立)
?ヴェネツィア共和国の国旗(697年-1797年の間独立)
?ガリツィヤ・ソビエト社会主義共和国の国旗(1920年の間独立)
?カルマル同盟の旗(再現、1397年-1523年の間独立)
?クライナ・セルビア人共和国の国旗(1991年-1995年の間独立)
?コルシカの国旗(1753年-1769年の間独立、現在はコルス州の旗として使用)
?ザールの旗(1947年-1956年)
?サルデーニャ王国の国旗(1720年-1861年の間独立)及びイタリア王国の国旗(1861年-1946年)
?ジェノヴァ共和国の国旗(1580年-1814年の間、断続的に独立)
?スコットランドの旗(1707年まで独立)
スペイン第一共和政の国旗(1873年-1874年の間独立)
スペイン第二共和政の国旗(1931年-1939年の間独立)
スペイン国の国旗(1939年-1977年まで独立、1945年-1977年まで使用)
?ソビエト連邦の最初の国旗(1923年7月-1923年11月の間使用)
?ソビエト連邦の二番目の国旗(1923年11月-1955年の間使用)
?ソビエト連邦の三番目の国旗(1955年-1980年の間使用)
?ソビエト連邦の最後の国旗(1980年-1991年の間使用)
?ダンツィヒ自由市の旗(1920年-1939年)
?チェコスロバキアの最初の国旗（1918年-1919年の間使用）
?チェコスロバキアの二番目の国旗（1919年-1920年の間使用）
?チェコスロバキアの最後の国旗(1918年-1992年の間独立、現在はチェコの国旗)
?オーストリア＝ハンガリー帝国の国旗(1869年-1918年の間事実上の国旗)
神聖ローマ帝国の国旗(1430年-1806年まで使用)
?北ドイツ連邦(1867年-1871年)、ドイツ帝国(1871年-1918年)、ナチス・ドイツ(1933年-1935年)の国旗
?ナチス・ドイツの国旗(1935年-1945年)
?ドイツ民主共和国の国旗(1949年-1990年の間独立)
?トスカーナ大公国の国旗(1569年-1807年及び1814年-1859年の間独立)
?ナイッサール・ソビエト共和国の国旗(1917年-1918年の間独立)
?西ウクライナ人民共和国の国旗(1918年-1919年の間独立、現在はウクライナの国旗)
?東ローマ帝国の国旗(最末期、現在はギリシャ本土の山間部にあるギリシャ正教会の総本山・アトス山の旗として使用)
?フィウーメ自由市の旗(1920年-1924年の間独立)
?フィレンツェ共和国の国旗(1115年-1532年の間独立)
?ブルターニュの国旗(843年-1532年の間独立、元の紋章から1923年に現在使用されているブルターニュの旗が制作された)
?ベラルーシ人民共和国の国旗(1918年の間独立、ベラルーシ共和国の国旗として1991年-1995年の間使用)
?ヘルツェグ＝ボスナ・クロアチア人共和国の国旗(1991年-1994年の間独立)
?モレネの旗(1816年-1919年)
?ユーゴスラビア社会主義連邦共和国の国旗(1943年-1992年の間独立)
?ユーゴスラビア連邦共和国の国旗(1992年-2003年の間独立)
?セルビア・モンテネグロの国旗(2003年-2006年の間独立)